# Stéphane Goulet
Stéphane Goulet (* 7. Januar 1986 in Lévis, Québec) ist ein ehemaliger kanadischer Eishockeyspieler. Der Flügelstürmer (Power Forward) spielte in Deutschland für den ETC Crimmitschau.

## Karriere
Goulet begann seine Karriere bei den Remparts de Québec in der Ligue de hockey junior majeur du Québec, für die er in seiner Rookiesaison 54-mal auf dem Eis stand und dabei 14 Punkte erzielen konnte. Im NHL Entry Draft 2004 wurde er in der siebten Runde von den Edmonton Oilers ausgewählt.
Zu Beginn der nächsten Saison wurde er zu den Moncton Wildcats transferiert und erzielte dort in seiner ersten Saison 47 Punkte. In den Playoffs bestritt er alle Spiele für die Mannschaft, schied mit dieser allerdings in der zweiten Runden aus. Die nächste Saison war seine bis dahin erfolgreichste, als er in der regulären Saison 51 Tore und 42 Assists erzielte und damit der Mannschaft zum Gewinn der Trophée Jean Rougeau für das beste Team der regulären Saison verhalf. In den Playoffs erfüllten die Wildcats die Erwartungen und gewannen nach einem 4:2-Sieg in der Finalserie gegen Québec ihren ersten Coupe du Président. Außerdem nahm er mit den Wildcats 2006 am Memorial Cup teil, wo ihm zwei Tore im Spiel gegen die Peterborough Petes gelangen.
Nach seiner Juniorenzeit unterzeichnete Goulet zur Saison 2006/07 einen Vertrag mit den Grand Rapids Griffins aus der American Hockey League. Dort kam er allerdings zunächst nur zu zwei Einsätzen, während er den Großteil der Saison beim Farmteam der Griffins, den Stockton Thunder aus der ECHL, verbrachte. In der nächsten Saison wechselte er innerhalb der AHL zu den Springfield Falcons und spielte nun abwechselnd in der AHL und der ECHL. Nachdem sein AHL-Vertrag 2009 ausgelaufen war, unterschrieb er bei den Bakersfield Condors in der ECHL. In zwei Spielzeiten erzielte er dort 129 Punkte (57 Tore und 72 Assists) und nahm 2011 am ECHL All-Star Game teil, das die Condors in diesem Jahr in ihrem eigenen Stadion austrugen.
Zur Saison 2011/12 wechselte Goulet nach Deutschland und unterzeichnete einen Ein-Jahres-Vertrag mit dem ETC Crimmitschau aus der 2. Bundesliga. In 48 Saisonspielen erzielte er dabei 18 Tore und 27 Assists, womit er der drittbeste Scorer seiner Mannschaft war. Allerdings entschied sich Goulet nach einem Jahr in Europa für eine Rückkehr nach Nordamerika, da er in Deutschland Schwierigkeiten im gesellschaftlichen Leben hatte. Im Mai 2012 unterzeichnete er einen Vertrag mit den COOL FM 103,5 de Saint-Georges aus seiner Heimatprovinz Québec.

## Erfolge und Auszeichnungen
- 2006 Coupe-du-Président-Gewinn mit den Moncton Wildcats
- 2011 Teilnahme am ECHL All-Star Game

## Karrierestatistik
(Legende zur Spielerstatistik: Sp oder GP = absolvierte Spiele; T oder G = erzielte Tore; V oder A = erzielte Assists; Pkt oder Pts = erzielte Scorerpunkte; SM oder PIM = erhaltene Strafminuten; +/− = Plus/Minus-Bilanz; PP = erzielte Überzahltore; SH = erzielte Unterzahltore; GW = erzielte Siegtore; 1 Play-downs/Relegation; Kursiv: Statistik nicht vollständig)